# USS Gearing (DD-710)
El USS Gearing (DD-710), llamado así en honor a tres generaciones de militares, fue un destructor de la Armada de los Estados Unidos, líder de su clase. Prestó servicio desde 1945 hasta 1973.

## Construcción
Su construcción comenzó en el Federal Shipbuilding and Dry Dock Co. (Nueva Jersey) el 10 de agosto de 1944. Su casco fue botado el 18 de febrero de 1945; y entró en servicio el 3 de mayo del mismo año.

## Historia de servicio

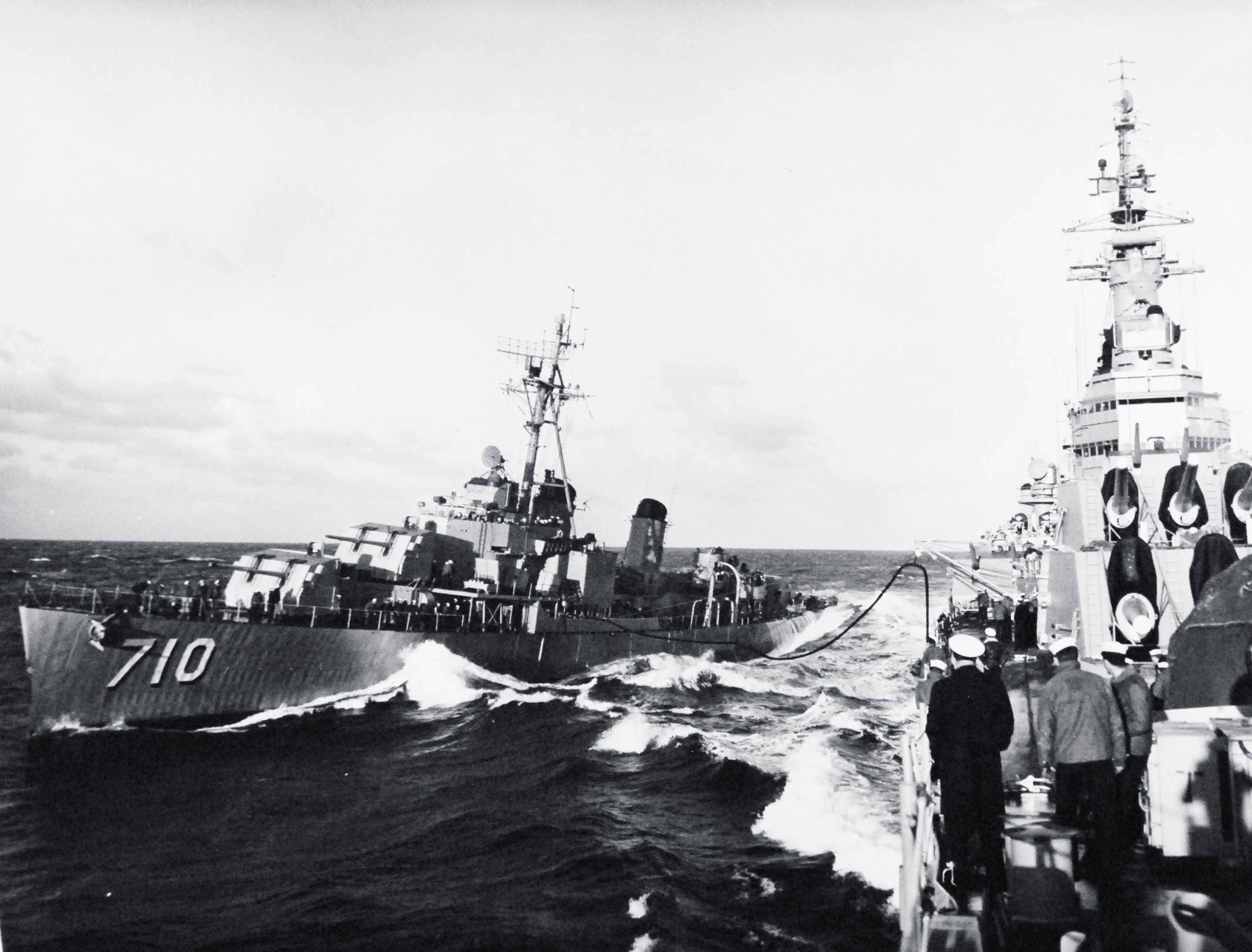
USS Gearing (DD-710) repostando desde el USS Newport News (CA-148) (Mediterráneo, febrero de 1952)

En 1949 participó de la Operación Frosbite en el Ártico. En 1962 participó de la operación de «cuarentena» contra Cuba durante la crisis de los misiles. En 1963 recibió un overhaul FREM I. Fue dado de baja en 1973 (el 2 de julio).

## Nombre
Su nombre USS Gearing honra a tres generaciones de militares, a saber: Henry Chalfant Gearing (1855-1926), Henry Chalfant Gearing Jr. (1887-1944) y Henry Chalfant Gearing III (1912-1942).